# Моје тело, мој избор
Моје тело, мој избор је феминистички слоган који се користи у неколико земаља, најчешће око питања телесне аутономије и абортуса.
Феминисткиње обично бране право појединца на самоопредељење над својим телима за сексуалне, брачне и репродуктивне изборе као права. Слоган је коришћен широм света и преведен на многе различите језике. Употреба слогана изазвала је различите врсте контроверзи у различитим земљама и често се користи као поклич током протеста и демонстрација и / или да скрене пажњу на различита феминистичка питања.